# Юго-Западный Азербайджан (генерал-губернаторство)
Генерал-губернаторство Юго-Западного Азербайджана (азерб. Cənub-Qərbi Azərbaycan general-qubernatorluğu), также Нахичеванское генерал-губернаторство (азерб. Naxçıvan general-qubernatorluğu) и Временное генерал-губернаторство Нахичеванского, Ордубадского, Шарур-Даралагезского и Ведибасарского районов (азерб. Naxçıvan, Ordubad, Şərur-Dərələyəz və Vedibasar rayonlarının müvəqqəti general-qubernatorluğu) — в 1919—1920 годах заявленная административно-территориальная единица Азербайджанской Демократической Республики, охватывавшая населенные преимущественно азербайджанцами южные районы Эриванской губернии.

## Предыстория
За Октябрьской революцией в России Закавказье окунулось в пучину политического и этнического противостояния, а вскоре оказалось перед лицом германо-турецкой интервенции. К концу Первой мировой войны в Закавказье уже существовали три независимые республики Азербайджан, Армения и Грузия, а также многочисленные национальные советы и комитеты. Давний этнический антагонизм армян и азербайджанцев, а также территориальный спор Азербайджана и Армении привели к этнической войне на территориях со смешанным армяно-азербайджанским населением — в Карабахе, Зангезуре, Шарур-Нахичевани.
В Шарур-Нахичевани этническая война между армянами и азербайджанцами началась ещё в начале 1918 года, однако ей положила конец турецкая интервенция, а затем аннексия Османской империей. Согласно Батумскому договору Османской империи отходила значительная часть Закавказья, на них вскоре установилась османская администрация. Однако окончание Первой мировой войны вынудило османскую армию и администрацию покинуть Закавказье.
Это позволило Армении в декабре 1918 года предпринять попытку захвата Шарур-Нахичевани. Существовавшая к тому времени государство нахичеванских азербайджанцев Аракская республика и её вооружённые формирования не сумели отразить армянское вторжение, не в последнюю очередь из-за интриг параллельно существовавшего Нахичеванского местного правительства и нахичеванских ханов. В результате Аракская республика пала, а власть перешла к Нахичеванскому правительству, а нахичеванский отряд во главе с Калбали-ханом Нахичеванским сумел отбить армянское вторжение и нанести им поражение у горного прохода Волчьи ворота на границе Шарура. За битвой у Волчьих ворот последовало прекращение боевых действий под давлением британского командования и создание 26 января 1919 года на юге Эриванской губернии британского с генерал-губернаторства с автономией местного азербайджанского правительства.

## История

### Первые контакты нахичеванских правительств с АДР
Армянское наступление, последовавшее за выводом османских войск из Шарур-Нахичевани, поставило Аракское правительство в тяжёлое положение. С одной стороны, терпя поражения от регулярной армянской армии, а с другой — испытывая острую материальную нужду, Аракское правительство отправило в Баку, столицу Азербайджанской Демократической Республики, своего представителя Пашу Байрамова. Сразу по прибытии в Баку Паша Байрамов встретился с ответственными лицами АДР и доложил им о положении дел в Шарур-Нахичевани. В выпуске официоза «Азербайджан» от 24 декабря 1918 года, Паша Байрамов заявлял об учиняемых армянами в регионе зверствах и просил вмешательства представителей Антанты и Азербайджана. Также Пашой Байрамовым было организовано «Общество помощи соотечественников Эриванской губернии», которое собрало для мусульман Аракской долины определённую сумму. Кроме того, правительство Азербайджана выделило на помощь 1 миллион рублей.
Однако к этому времени в ходе интриг один за другим сменились Аракское правительство и Нахичеванское уездное правительство, в результате чего к 25 января 1919 года власть в Шарур-Нахичевани сосредоточилась в руках нового нахичеванского правительства, также именуемого ханским, ввиду сосредочения всей властив руках ханской династии Нахичеванских. Председателем нового правительства стал Джафаркули-хан Нахичеванский, его заместителем — Аббаскули-бек Таиров, главнокомандующим — Керим Хан Эриванский, его заместителем — Калбали-хан Нахичеванский, министром иностранных дел — Бахрам-хан Нахичеванский. Последнему было поручено направиться в Тифлис для встречи с представителями Антанты, а затем доложить в Баку о положении в Эриванской губернии. В то же время в результате контратаки нахичеванских сил во главе с Калбали-ханом Нахичеванским армянские силы были выбиты за Волчьи Ворота. В результате последовавшего вмешательства англичан в регионе готовилось установиться британское генерал-губернаторство.
Оказавшись в Тифлисе и узнав о получении крупной суммы для нужд мусульман Аракской долины Пашой Байрамовым, Бахрам-хан Нахичеванский совместно с депутатом азербайджанского Парламента Касум-беком Джамалбековым задержал его при прохождении в это время через Тифлис в сопровождении Юсиф-бека Газиева Пашу Байрама. Бахрам-хан заявил об изменении политической ситуации в Шарур-Нахичевани и потребовал, чтобы Паша Байрамов отдал деньги ему, как министру иностранных дел нового правительства. В то же время, Джамалбеков, пользуясь статусом депутата, предложил азербайджанскому правительству вернуть деньги, направленные на помощь нахичеванцам. В этих условиях Паша Байрамов и Юсиф-бек Газиев отправили все деньги обратно в Баку.
После этого Бахрам-хан Нахичеванский, встретившись с представителями Антанты в Тифлисе, продолжил путь в Баку во главе нахичеванской делегации, в которую также входил драматург Гусейн Джавид, где встретился с главой правительства Фатали-ханом Хойским и британским генерал-губернатором Баку генералом Томсоном.

### Образование азербайджанского генерал-губернаторства
Наряду с отправкой денег через Тифлис Общество помощи соотечественников Эриванской губернии и азербайджанское правительство приняли совместное решение об отправке делегации в Нахичевань с целью изучения положения в регионе и помощи местному населению. 24 января делегация, состоящая из члена Общества Мир Аббаса Мирбагирова, полковника Гасан-аги Кугушева и 11 азербайджанских офицеров отправилась в Нахичевань через Джебраил и Иран. В середине 10-х чисел февраля делегация прибыла в Ордубад, где получила теплый прием со стороны управляющего городом Исполнительного комитета Национального совета. Делегации со стороны руководства Ордубада был вручен протокол касательно желания ордубадцев присоединиться к Азербайджану.
Узнав о прибытии азербайджанской делегации в Ордубад, нахичеванское правительство отправило специальным рейсом в Джульфу поезд. Азербайджанская делегация на 5-й день прибытия в Ордубад отправилась в Джульфу и к вечеру 20 февраля на поезде прибыла в Нахичевань, где ей был организован торжественный прием. Мир Аббас Мирбагиров дал информацию об азербайджанском правительстве и Обществе помощи соотечественников Эриванской губернии и об отправке 1 миллиона рублей через Тифлис с Пашой Байрамовым.
22 февраля полковник Кугушев, Мир Аббас Мирбагиров, председатель нахичеванского правительства Джафаркули-хан Нахичеванский и его сын Калбали-хан Нахичеванский встретились с британским генерал-губернатором Нахичевани подполковником Лоутоном. В ходе встречи Кугушев заявил о том, что делегация послана азербайджанским правительством по просьбе местного населения для создания регулярной военной организации в регионе. Лоутон в ответ заявил, что вопрос принадлежности Шарур-Нахичевани остается открытым, и до соответствующего решения в регионе будет продолжать функционировать британское генерал-губернаторство. Также на встрече обсуждались вопросы возвращения в Шарур-Нахичевань армянских беженцев и обеспечения их пшеницей.
Между тем, городские глашатаи объявили о собрании в 11 часов 23 февраля в мечети. После выступления азербайджанской делегации местное население поддержало идею присоединения к Азербайджану, что шло вразрез с позицией ханского правительства, которое желало присоединиться к Ирану и восстановить феодальную власть нахичеванских ханов наподобии власти родственных им макинских ханов. Сторонники ханского правительства начали срывать со стен плакаты, призывающие к присоединению к Азербайджану, но были остановлены нахичеванскими солдатами, которые за короткий срок подпали под влияние азербайджанских офицеров.
Конфликт ханской и проазербайджанской фракций разгорелся ещё сильнее утром 25 февраля на выборах в Национальный совет, проходивших в муниципальном здании Нахичевани при участии представителей Шарура, Ведибасара, Джахри, Алинджачая, Нехрама и Нахичевани. На фоне напряженного обсуждения глава правительства Джафаркули-хан Нахичеванский и главнокомандующий Керим-хан Эриванский заявили о своей отставке и покинули заседание. Через некоторое время заместитель главнокомандующего Калабали-хан Нахичеванский также покинул заседание, в результате чего выборы пришлось отложить. Вечером того же дня заседание продолжилось. На этот раз командиры батальонов Алинджачая, Нехрама, Джахри, Саласуза и Шарура заявили о недовольстве Калбали-ханом и желании перейти под командование полковника Кугушева. Ряд азербайджанских офицеров, напротив, в ультимативном порядке потребовали оставления Нахичеванского на должности командующего. На фоне растущего напряжения бывший глава Аракского правительства Амир-бек Заманбекзаде собрал вокруг себя оппозицию «ханской диктатуре» и готовился взять власть в свои руки.
Однако Мир Аббас Мирбагиров и азербайджанские офицеры сумели успокоить угрожающих друг другу пистолетами и кинжалами участников собрании. Азербайджанские представители выразили поддержку существующему правительству и изъявили о желании сотрудничать. Был созван Национальный совет. Участники собрания также приняли решение о присоединении к Азербайджану и запросу отправки чиновников азербайджанским правительством в Нахичевань. Члены правительства, Национального совета и представители народа подписали составленный специальной комиссией, в которую также входили Мирбагиров и Кугушев, акт о присоединении к Азербайджану; было выбрано 4 представителя из Нахичевани, Ведибасара и Зангезура для доставки документа в Баку главе правительства Фатали-хану Хойскому и заместителю председателя парламента Гасан-беку Агаеву. Кроме того, при помощи генерал-губернатора Лоутона Мирбагиров отправился назад в Азербайджан через Тифлис. По возвращении Мирбагиров в докладе азербайджанскому правительству заявил о необходимости назначении азербайджанского генерал-губернатора в Шарур-Нахичевань и противостоянии влиянию Ирана и Армении.
28 февраля постановлением азербайджанского правительства было образовано генерал-губернаторство Юго-Западного Азербайджана с назначением Бахрам-хана Нахичеванского генерал-губернатором, Гаджи Мехди Багирова помощником по гражданской части и Керим-хана Эриванского по военной части. 14 марта глава ханского правительства Джафаркули-хан Нахичеванский в письме дипломатическому представителю Азербайджана в Грузии Мамед Юсиф Джафарову писал, что ввиду присоединения Нахичевани к Азербайджану, он считает Джафарова также представителем Нахичевани; просил об оказании помощи нахичеванцам, которых из Тифлиса через Армению в Нахичевань не пускали армяне, и беженцам. Уже 16 марта по личному прошению Бахрам-хана он был заменен на должности генерал-губернатора бывшим закатальским губернатором Алияр-беком Гашимбековым, сам же Бахрам-хан был назначен помощником губернатора по гражданской части. 31 марта на должности помощника по военной части Хана-Эриванского заменил Калбали-хан Нахичеванский. 29 марта по запросу Бахрам-хана целый ряд нахичеванских ополченцев, отличившихся в боях с армянами в январе, были произведены в прапорщики армейской пехоты и милиции, среди них были представители родов Нахичеванских, Бананиярских, Калантаровых, Ризавевых и др.. Калбали-хан Нахичеванский был произведен из подполковников в полковники.
Тем не менее, несмотря на двустороннее признания азербайджанского генерал-губернаторства, оно долгое время существовало только на бумаге. В Шарур-Нахичевани продолжало существовать британское генерал-губернаторство и ханское правительство, на смену которым пришла армянская администрация. И лишь после антиармянского восстания летом 1919 года Азербайджан получил возможность напрямую влиять на ситуацию в Нахичевани.

### Деятельность Самед-бека Джамиллинского
Хоть и после установления армянской администрации в Шарур-Нахичевани при помощи англичан ситуация была напряженной во всём регионе, город Ордубад армянскую власть признавать вовсе не хотел. Прибывший в окрестности Ордубада с вооружённым отрядом новый уездный начальник Ашот Мелик-Мосесянц 1 июля 1919 года встретился с представителями Ордубада, потребовав признания армянской администрации, однако получил отказ. Попытка подчинения силой также провалилась, ордубадцы отразили атаки армян. После отхода армянских отрядов, ордубадцы отправили представителей в Азербайджан с просьбой проинструктировать ордубадцев касательно их дальнейшей деятельности. Именно в связи с этим в июле Азербайджан посылает в Ордубад 26-летнего политического чиновника Самед-бека Джамиллинского. Джамиллинский исполнял должность уполномоченного по специальным поручениям касательно Нахичеванского региона при Карабахском генерал-губернаторстве.
Тем временем, по всей Аракской долине население восстало против Армении. К концу июля армянские войска и администрация были выбиты из Шарур-Нахичевани и ряда других районов. В августе из Нахичевани в Азербайджан было отправлено решение о присоединении к Азербайджану, тогда же Джамиллинский был назначен временным исполняющим обязанности генерал-губернатора. Турецкий офицер Халил-бек был назначен нахичеванским главнокомандующим, а Калбали-хан его заместителем и командиром нахичеванской части. Альтернативную точку зрения высказывает Ибрагим Этхем Атнур, согласно которому ни Азербайджан был достаточно влиятелен для назначения генерал-губернатора, ни Самед-бек не был в состоянии давать назначения таким влиятельным людям, как Халил-бек и Калбали-хан. По мнению Атнура, именно Халил-бек по инструкции своего командира генерала Карабекира был иницииатором присоединения к Азербайджану и сам же привел Самед-бека из Ордубада. В это же время вместо Национального комитета, существовавшего в период армянской администрации, вновь был создал представительский орган Нахичевани Национальный совет во главе с Гейдаргулу-беком Мурадасиловым. В качестве символов власти развевались флаги Азербайджана и Турции.
Самед-беком на посту генерал-губернатора в Ордубадском, Нахичеванском и Шарурском района были созданы «государственные ведомства, необходимые для управления краем» — если до тех пор население обращалось в связи с проблемами напрямую к Калбали-хану, то теперь они обращались в соответствующие органы. Также в связи с нахождением от Ведибасара до Ордубада 70 тысяч беженцев Джамиллинским был организован Комитет беженцев, который возглавил Б. Шахтахтинский. Комитет занимался регистрацией беженцев, выдачей им земель. Комитетом запрашивались из Азербайджана еда, хлеб и лекарства. Самед-бек также сыграл роль в сопротивлении мусульман Аракской долины против Армении. В октябре 1919 года Самед-бек установив телефонную связь с Беюк-Веди, центре антиармянского сопротивления Ведибасара, решил проблему поставки туда боеприпасов и продовольствия. Территория генерал-губернаторства была разделена на 4 военно-административных округа — Шарур, Шахтахты, Нахичевань и Ордубад, был также составлен план обороны вплоть до передвижения батальонов на случай нападения армян. Самед-беком Джамиллинским и капитаном Халил-беком у командующего турецкого XV Корпуса Кязима Карабекира запрашивались офицеры, доктора и дефицитный сахар. Согласно американской разведке, из Азербайджана в Нахичеванский регион присылались пулемёты, население вооружалось, Калбали-хан проводил военные учения.
Во второй половине 1919 года на повестку дня встал вопрос о создании американского генерал-губернаторства, однако противостояние нахичеванцев предотвратило это.
Однако Джамиллинский, несмотря на свою должность, не контролировал всю ситуацию в Шарур-Нахичевани и его влияние было куда меньше, чем у других азербайджанских генерал-губернаторов, например, в Казахе или Карабахе. В регионе фактически было троевластие с тремя «центрами силы» — Халил-беком, Калбали-ханом Нахичеванским и Самед-беком Джамиллинским, вокруг которых собирались группировки.
Самед-бек Джамиллинский, Беюк-хан Нахичеванский и его сыновья составляли группировку, отстаивающую интересы Азербайджана. Самед-бек имел определённую поддержку среди населения, но отсутствие достаточной помощи из Азербайджана ослабило его группировку. Американский рапорт расценивал эту группировку как не очень сильную.
Калбали-хан Нахичеванский, Джафаркули-хан Нахичеванский, другие представители ханской семьи, один из влиятельных людей Шарура Таги-бек Софиев составляли ханскую группировку, которая как и раньше желала восстановления Нахичеванского ханства и перехода под власть Ирана на правах ханской автономии вроде Макинского ханства. Приходящийся родственником нахичеванскому ханскому дому макинский хан поддерживал и подогревал эту группировку. Согласно Айдыну Гаджиеву, эта группировка была наиболее сильная.
Капитан Халил-бек, турецкий офицер, возглавлял третью группировку, которой проводилась протурецкая политика. Согласно Ибрагиму Атнуру, эта группировка была наиболее сильная.
Была также малосильная группировка большевиков, возглавляемая  Мирзали-беком Бекташевым, Наджафгулу Наджафовым и Ахмедом Азимовым.
Отношения между группировками была стабильно-нейтральной вплоть до ноября 1919 года, когда между Калбали-ханом и Самед-беком отношения испортились. Калбали-хан в письме Халил-беку заявлял, что независимость АДР лишь видимая, Азербайджан не способен установить связь с Нахичеванью через Зангезур и обманывает местных нахичеванских мусульман. На предложение военного министерства занять высокий пост в армии Калбали-хан ответил твердым отказом.  Как указывает Фарид Нагдалиев, всему городу стали известны его шутки в адрес подразделений азербайджанской армии, не сумевших отбить у армян Зангезур и восстановить прямое сообщение с Нахичеванским краем. Напряжение росло. Сторонник Самед-бека Джамиллинского командир нехрамского батальона Кербелаи Мухтар «ответил оскорблением на оскорбление», ситуация чуть не дошла до вооружённого столкновения между нехрамским батальоном и солдатами Калбали-хана, однако вмешательство Халил-бека предотвратило кровопролитие.
Самед-бек Джамиллинский характеризовал Калбали-хана как «по сердцу деникинца и сторонника англичан, ненавидящего Азербайджан». Историк Фарид Нагдалиев характеризовал Калбали-хана как «до мозга костей русским офицером и монархистом», который «не скрывал своего скептического отношения ко всему тому новому, что появилось после распада Великой Империи». Согласно письму Джамиллинского карабахскому генерал-губернатору Хосров-беку Султанову:
он пытается дискредетировать мою Родину перед необразованными людьми, не даёт возможность создать достойные культурной республике законы, чтобы иметь повод и основание подтвердить несостоятельность азербайджанского государства. Говорил и буду говорить: Калбали-хан не только не признает Азербайджан, даже высмеивает, ещё раз повторяю, всеми способами пытается его дискредетировать.

### Комментарии
1. ↑  См. подробнее Армяно-азербайджанская война (1918—1920)#Араксская долина после Первой мировой войны
2. ↑  По другим данным, 18 февраля
3. ↑  Отправившийся в конце января из Нахичевани[5] нахичеванская делегация во главе Бахрам-ханом по дороге в Баку провела ряд встреч в Тифлисе и Баку, обсудив вопрос присоединения Нахичевани к Азербайджану. Прибывший 8 марта в Баку Бахрам-хан уже был генерал-губернатором[13]
4. ↑  Cм. Армяно-азербайджанская война (1918—1920)#Установление армянской администрации и восстание в Араксской долине
5. ↑  В июле 1919 года генералом Карабекиром в Нахичевань было послано несколько турецких офицеров во главе с Халил-беком для поддержки населения и продвижения турецких интересов (см. разделы про установление армянской администрации и восстание в Араксской долине и турецком участии в статье Армяно-азербайджанская война (1918—1920)).
6. ↑  Ибрагим Этхем Атнур называет Калбали-хана помощником Халил-бека и начальником милиции[26]
7. ↑  Нахичеванский округ возглавлял Халил-бек, Ордубадский и Шарурский турецкие офицеры Эдиб-бей и Наджи-бей, соответственно[28].
8. ↑  См. Армяно-азербайджанская война (1918—1920)#Американский проект нейтральной зоны в Шарур-Нахичевани
9. ↑  Это указывалось также самим Самед-беком[29]
10. ↑  Согласно Айдыну Гаджиеву и Ибрагиму Атнуру, руководство Азербайджана так желало привести его в Баку[34][31].